# ヴェッルーア・サヴォーイア
ヴェッルーア・サヴォーイア（伊: Verrua Savoia）は、イタリア共和国ピエモンテ州トリノ県にある、人口約1,400人の基礎自治体（コムーネ）。

## 地理

### 位置・広がり

#### 隣接コムーネ
隣接するコムーネは以下の通り。括弧内のVCはヴェルチェッリ県、ALはアレッサンドリア県所属を示す。
- ブロゾーロ
- ブルザスコ
- クレシェンティーノ (VC)
- モンチェスティーノ (AL)
- オダレンゴ・グランデ (AL)
- ロベッラ (AT)
- ヴィッラミローリオ (AL)

## 行政

### 分離集落
ヴェッルーア・サヴォーイアには、以下の分離集落（フラツィオーネ）がある。
- Bazzoli, Camorano, Campasso, Carbignano, Cascine, Case Cocetti, Casetto, Cervoto, Collegna, Fravagnano, Longagnano, Mezzi, Mompiola, Montaldo, Monticelli, Rivalta, Rocca, Santa Lucia, Sbarrea, Scandolera, Siberia, Sivrasco, Sulpiano, Tabbia, Trucco, Valentino